# Царица полей
«Царица полей» (англ. King Corn) — документальный фильм, выпущенный в октябре 2007 года друзьями по Йельскому колледжу Яном Чейни и Кёртисом Эллисом (режиссёр Аарон Вулф), которые переехали из Бостона в округ Батлер, Айова, чтобы вырастить своими руками акр кукурузы.
В процессе фильма мы узнаём, как и почему кукуруза стала доминирующей культурой на полях США, о роли, которую играет этот злак в жизни американского общества, о правительственном субсидировании, побуждающем фермеров выращивать всё больше и больше кукурузы. В фильме принимает участие Эрл Буц, автор правительственной программы стимулирования промышленного фермерства, которому на момент выхода фильма исполнилось 98 лет.
Согласно фильму, обратной стороной укрупнения производства и доминирования кукурузы является разорение семейных ферм, скупка их земель агрогигантами и миграция людей в города. Широкое внедрение генно-модифицированных растений, удобрений, гербицидов и пестицидов приводит к серьёзным экологическим проблемам (подробнее об этом рассказывается в следующем фильме тех же авторов, «Большая река»). Перепроизводство кукурузы вынуждает применять её, например, в изготовлении кукурузного сиропа, который активно применяется в прохладительных напитках и другом фастфуде, приводя к известным проблемам вроде ожирения.

## Критические отзывы
Фильм получил в целом положительные отзывы и был награждён премией Пибоди. На агрегаторе Metacritic фильм получил среднюю оценку 70 (по 15 профессиональным отзывам). На Rotten Tomatoes фильм получил среднюю оценку 7,6 (по 24 обзорам критиков).